# Patience (album)
Patience – album George’a Michaela z 2004 roku.
Nagrania w Polsce uzyskały status złotej płyty.

## Lista utworów
1. „Patience” – 2:53
2. „Amazing” – 4:25
3. „John and Elvis Are Dead” – 4:23
4. „Cars and Trains” – 5:51
5. „Round Here” – 5:56
6. „Shoot the Dog” – 5:07
7. „My Mother Had a Brother” – 6:17
8. „Flawless (Go to the City)” – 6:51
9. „American Angel” – 4:07
10. „Precious Box” – 7:39
11. „Please Send Me Someone (Anselmo’s Song)” – 5:26
12. „Freeek! '04” – 4:28
13. „Through” – 5:22
14. „Patience (Reprise)” – 1:30